# Santo en oro negro
La noche de San Juan: Santo en oro negro es una película de acción y thriller mexicana de 1975, escrita y dirigida por Federico Curiely protagonizada por El Santo y Rossy Mendoza.

## Trama
Desde una base secreta ubicada en una prisión portorriqueña se envían órdenes por radio a Nueva York para comenzar la ‘Operación Oro Negro'. En Nueva York, un hombre se introduce en la sala de la directiva de una importante empresa, dirigida por Vanessa del Valle. El intruso dice que representa a una organización terrorista dirigida por Acuario y que sabotearán las instalaciones petrolíferas a menos que la empresa les pague una enorme suma de dinero.

## Reparto
- El Santo como Santo el enmasquerado de plata
- Rossy Mendoza como Marta Cristal
- Luis Daniel Rivera como Octavio Landa
- Gilda Haddock como Vanessa del Valle
- Carlos Suárez como Enrique Artigas
- Roberto Rivera Negrón como Inspector Carlos Cabral
- José Grajales hijo
- Marggie Noriega
- Ana María Prevlon
- Jimmy Bou
- Orlando Rodríguez como Doctor de la prisión
- Tigre Pérez
- Roberto Arundel
- Manuel Codazos
- Ivonne Nabanjo
- Jarvela D.E.
- Barrabás como Self - Wrestler
- Carlitos Colón como Self - Puerto Rico Wrestler
- Federico Curiel como Miembro de la Junta
- Sonali Dávila
- Luis Quintanilla Rico como Consejero Robles
- Sandra Rosa
- Alfonso Fonseca
- Jorge Ramos
- Armando Gutie
- Ismael Ramirez
- Huracán Castillo como Luchador
- Luis Maravilla como Self - Wrestler
- Castro Salvaje como Luchador
- Colón Riozama como Dario

## Banda sonora
- El Gumbachero
Autor: Rafael Hernández

- Ay que cruz
Autor: Federico Curiel

- El Sombrero
(mariachi)
Interpretada por Las Rancheras de México

## Recaudacion
La película Santo en Oro negro de 1975 recaudó aproximadamente $1,000,000 en los cines, con un total de 6 millones de espectadores en todo el mundo. Esta película se encuentra entre las 500 películas con mayor recaudación de todos los tiempos. Si se considera el género de la película, esta se encuentra en la posición 31 de las cintas de cine de acción más taquilleras de todos los tiempos.
Según los datos disponibles, el costo de producción de la película Santo en Oro Negro fue de unos $275,000. Por lo tanto, el beneficio neto de la película sería de $725,000.